# Terry Pollard
Terry Pollard (15. srpna 1931 Detroit – 16. prosince 2009 New York) byla americká jazzová klavíristka a vibrafonistka. Již v roce 1948 nahrávala se saxofonistou Billym Mitchellem, s nímž spolupracovala i v následujících letech. Během své kariéry spolupracovala s mnoha dalšími hudebníky, mezi něž patří například Yusef Lateef, Terry Gibbs, Clark Terry a Dorothy Ashby. V roce 1955 nahrála vlastní album pro vydavatelství Bethlehem Records.